# (23111) Fritzperls
(23111) Fritzperls (2000 AG) – planetoida z pasa głównego asteroid okrążająca Słońce w ciągu 3,55 lat w średniej odległości 2,33 j.a. Odkryta 2 stycznia 2000 roku.